# Bahnstrecke Tüßling–Burghausen
| |                      |                                  |                                  |
| Streckennummer (DB): | 5725                 |                                  |                                  |
| Kursbuchstrecke (DB): | 942                  |                                  |                                  |
| Kursbuchstrecke: | 427b (1946)          |                                  |                                  |
| Streckenlänge: | 25,028 km            |                                  |                                  |
| Spurweite: | 1435 mm (Normalspur) |                                  |                                  |
| Streckenklasse: | D4                   |                                  |                                  |
| Maximale Neigung: | 24,4 ‰               |                                  |                                  |
| Minimaler Radius: | 200 m                |                                  |                                  |
| Streckengeschwindigkeit: | 80 km/h              |                                  |                                  |
| Zugbeeinflussung: | PZB                  |                                  |                                  |
| |                      |                                  |                                  |
| \| \| \| von Mühldorf \| \| \| \| \| nach Freilassing (seit 1908) \| \| \| \| \| von Mühldorf (seit 1908) \| \| \| \| 7,022 \| Tüßling (seit 1908) \| 401 m \| \| \| \| nach Freilassing (seit 1908) \| \| \| \| \| Tüßlinger Kurve (geplant)[1] \| \| \| \| \| Tüßling (bis 1908) \| \| \| \| 8,980 \| Heiligenstatt \| Heiligenstatt \| \| \| \| (Neutrassierung 1908) \| \| \| \| 13,801 \| Sickenbach (57 m) \| Sickenbach (57 m) \| \| \| 14,040 \| Altötting \| 405 m \| \| \| 15,679 \| Staatsstraße 2157 (33 m) \| Staatsstraße 2157 (33 m) \| \| \| 18,694 \| Kastl (Oberbay) \| 425 m \| \| \| \| Anschluss Chemiepark Gendorf \| \| \| \| 20,223 \| Gendorf \| Gendorf \| \| \| 21,104 \| Mozartstraße (29 m) \| Mozartstraße (29 m) \| \| \| 21,685 \| Alz (98 m) \| Alz (98 m) \| \| \| 21,973 \| Burgkirchen (ehemals Bahnhof) \| 419 m \| \| \| 23,345 \| Alzkanal (24 m) \| Alzkanal (24 m) \| \| \| 25,417 \| Pirach (Bbf) \| 458 m \| \| \| \| (Neutrassierung 1940) \| \| \| \| 27,666 \| Raitenhaslach (bis 1940) \| Raitenhaslach (bis 1940) \| \| \| 29,430 \| Lindach (Oberbay) \| Lindach (Oberbay) \| \| \| 30,333 \| Burghausen (Oberbay) (bis 1940) \| Burghausen (Oberbay) (bis 1940) \| \| \| 31,194 \| Anton-Riemerschmid-Straße (34 m) \| Anton-Riemerschmid-Straße (34 m) \| \| \| 31,634 \| Fuß- und Radweg (24 m) \| Fuß- und Radweg (24 m) \| \| \| \| nach Burghausen Wackerwerk \| \| \| \| 32,235 \| Burghausen \| 420 m \| \| \| \| \| \| \| Quellen: [2][3][4][5] \| \| \| \| |                      |                                  |                                  |
| Strecke |                      | von Mühldorf                     | von Mühldorf                     |
| Abzweig ehemals geradeaus und nach rechts |                      | nach Freilassing (seit 1908)     | nach Freilassing (seit 1908)     |
| Strecke von rechts · Strecke (außer Betrieb) |                      | von Mühldorf (seit 1908)         | von Mühldorf (seit 1908)         |
| Bahnhof · Strecke (außer Betrieb) | 7,022                | Tüßling (seit 1908)              | 401 m                            |
| Abzweig geradeaus und nach rechts · Strecke (außer Betrieb) |                      | nach Freilassing (seit 1908)     | nach Freilassing (seit 1908)     |
| Abzweig geradeaus und ehemals von rechts · Strecke (außer Betrieb) |                      | Tüßlinger Kurve (geplant)        | Tüßlinger Kurve (geplant)        |
| Strecke · Haltepunkt / Haltestelle (Strecke außer Betrieb) |                      | Tüßling (bis 1908)               | Tüßling (bis 1908)               |
| Haltepunkt / Haltestelle · Strecke (außer Betrieb) | 8,980                | Heiligenstatt                    | Heiligenstatt                    |
| Verschwenkung nach links · Verschwenkung nach rechts (Strecke außer Betrieb) |                      | (Neutrassierung 1908)            | (Neutrassierung 1908)            |
| Brücke über Wasserlauf | 13,801               | Sickenbach (57 m)                | Sickenbach (57 m)                |
| Bahnhof | 14,040               | Altötting                        | 405 m                            |
| Brücke | 15,679               | Staatsstraße 2157 (33 m)         | Staatsstraße 2157 (33 m)         |
| Bahnhof | 18,694               | Kastl (Oberbay)                  | 425 m                            |
| Abzweig geradeaus und nach links |                      | Anschluss Chemiepark Gendorf     | Anschluss Chemiepark Gendorf     |
| Haltepunkt / Haltestelle | 20,223               | Gendorf                          | Gendorf                          |
| Brücke | 21,104               | Mozartstraße (29 m)              | Mozartstraße (29 m)              |
| Brücke über Wasserlauf | 21,685               | Alz (98 m)                       | Alz (98 m)                       |
| Haltepunkt / Haltestelle | 21,973               | Burgkirchen (ehemals Bahnhof)    | 419 m                            |
| Brücke über Wasserlauf | 23,345               | Alzkanal (24 m)                  | Alzkanal (24 m)                  |
| Dienststation / Betriebs- oder Güterbahnhof | 25,417               | Pirach (Bbf)                     | 458 m                            |
| Verschwenkung von links (Strecke außer Betrieb) · Verschwenkung von rechts |                      | (Neutrassierung 1940)            | (Neutrassierung 1940)            |
| Haltepunkt / Haltestelle (Strecke außer Betrieb) · Strecke | 27,666               | Raitenhaslach (bis 1940)         | Raitenhaslach (bis 1940)         |
| Strecke (außer Betrieb) · ehemaliger Haltepunkt / Haltestelle | 29,430               | Lindach (Oberbay)                | Lindach (Oberbay)                |
| Kopfbahnhof Streckenende (Strecke außer Betrieb) · Strecke | 30,333               | Burghausen (Oberbay) (bis 1940)  | Burghausen (Oberbay) (bis 1940)  |
| Brücke | 31,194               | Anton-Riemerschmid-Straße (34 m) | Anton-Riemerschmid-Straße (34 m) |
| Brücke | 31,634               | Fuß- und Radweg (24 m)           | Fuß- und Radweg (24 m)           |
| Abzweig geradeaus und nach links |                      | nach Burghausen Wackerwerk       | nach Burghausen Wackerwerk       |
| Kopfbahnhof Streckenende | 32,235               | Burghausen                       | 420 m                            |
| |                      |                                  |                                  |
| Quellen: |                      |                                  |                                  |

Die Bahnstrecke Tüßling–Burghausen ist eine eingleisige, nicht elektrifizierte Nebenbahn in Bayern. Die Stichbahn zweigt in Tüßling, südöstlich von Mühldorf am Inn, von der Bahnstrecke Mühldorf–Freilassing ab und führt über Altötting nach Burghausen. Sie wird von der DB RegioNetz Infrastruktur GmbH im Zuge des RegioNetzes Südostbayernbahn betrieben.
Durch den Güterverkehr des Bayerischen Chemiedreiecks hat die Strecke ein beachtliches Verkehrsaufkommen.

## Geschichte

### Betriebsaufnahme und Streckenverlegungen
Am 1. Mai 1897 eröffneten die Königlich Bayerischen Staatseisenbahnen die Strecke als Lokalbahn von Mühldorf am Inn über Tüßling nach Altötting und verlängerten sie am 9. August 1897 bis Burghausen. Der Verkehr entwickelte sich von Anfang an günstig, weshalb die Bahnstrecke in ihrem vierten Betriebsjahr als rentabelste Lokalbahn in Bayern galt.
1908 wurde der Abschnitt Mühldorf–Tüßling schließlich der damals neu eröffneten Bahnstrecke Mühldorf–Freilassing zugeordnet, wobei die hier behandelte Strecke ihren Nullkilometer bis heute im Bahnhof Mühldorf (Oberbay) hat. Außerdem wurde 1908 die Trassierung im Bereich Tüßling geändert, indem die – den Ort bislang nördlich tangierende – Strecke westlich und südlich um die Marktgemeinde herumgeführt und ein neuer Abzweigbahnhof errichtet wurde.
Von 1915 bis 1916 wurde nördlich von Burghausen ein elektro-chemisches Werk von der Wacker-Gesellschaft errichtet. Das Werk wurde mit einer 8,2 Kilometer langen Anschlussbahn, die am Bahnhof Pirach abzweigte, erschlossen. Zwischen 1939 und 1941 errichtete die Anorgana GmbH, eine Tochtergesellschaft der Interessengemeinschaft Farbenindustrie in Gendorf bei Burgkirchen einen weiteren elektro-chemischen Betrieb.
Zwischen 1906 und 1930 endete auf dem ca. 600 Meter vom Bahnhof Altötting entfernten Kapellplatz die Dampfstraßenbahn Neuötting–Altötting.
Am 26. März 1940 kam es zu einem Erdrutsch, der große Schäden auf dem Steigungsabschnitt der damaligen Strecke hinterließ. Diese führte von Pirach über den Haltepunkt Raitenhaslach (km 27,7) zum alten Bahnhof Burghausen (km 30,4), der im Süden der Stadt auf der Napoleonshöhe an der Tittmoninger Straße nahe an der Salzach lag. Nachdem zunächst ein Schienenersatzverkehr mit Omnibussen eingerichtet wurde, benutzte man ab Dezember 1940 die Anschlussbahn der Firma Wacker auch für den Personenverkehr. An ihr wurde ein zunächst provisorischer neuer Bahnhof Burghausen eingerichtet. Lindach war für die Anschlussbahn eine Station, die nur Betriebszwecken diente, dann aber auch im Personenverkehr bedient wurde.
Von 1966 bis 1967 errichtete die Deutsche Marathon Petroleum GmbH im Holzfelder Forst nördlich der Wacker-Werke die Raffinerie Burghausen, welche an die Transalpine Ölleitung von Triest nach Ingolstadt angeschlossen wurde. Die Raffinerie wurde an die bestehende Anschlussbahn der Wacker-Werke angeschlossen und 1987 von der OMV gekauft.

### Seit 1990

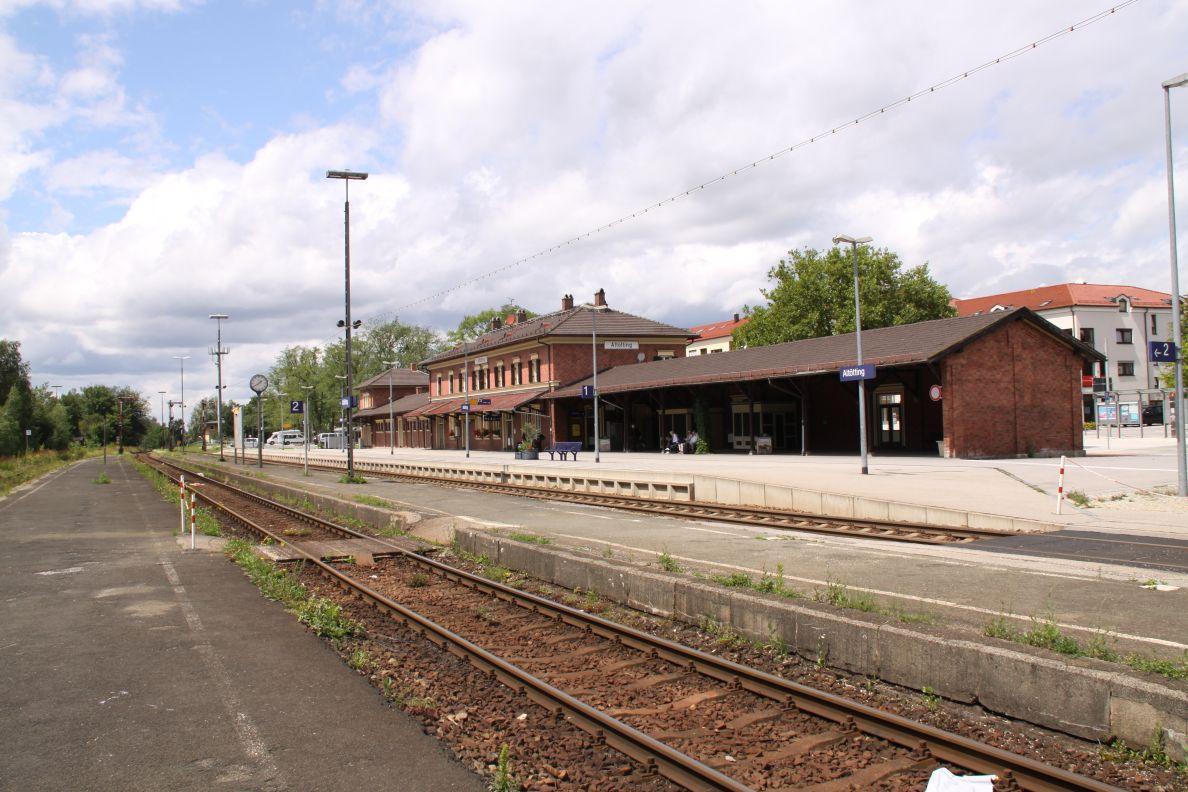
Bahnhof Altötting (2009)

Der Haltepunkt Gendorf wurde am 14. Dezember 2003 kurzfristig wieder eröffnet. Der seit 1988 geschlossene Haltepunkt Heiligenstadt (Oberbay) wurde am 9. Dezember 2005 in der neuen Kursbuchschreibweise Heiligenstatt (Obb) (laut DB-Infrastrukturregister nur Heiligenstatt) wieder eröffnet.
Im Rahmen des Masterplans Schiene Chemiedreieck Bayern wurden Ende April 2011 die achtzehnmonatigen Modernisierungsarbeiten an der Bahnstrecke Mühldorf–Burghausen abgeschlossen. Insbesondere durch den Neubau elektronischer Stellwerke und die technische Sicherung der Bahnübergänge konnte die Fahrzeit der Regionalzüge und die Streckenkapazität für den Güterverkehr verbessert werden. In Altötting und in Kastl wurden barrierefreie Mittelbahnsteige mit einer Höhe von 55 Zentimetern errichtet, wovon jener in Altötting eine Länge von 220 Meter und jener in Kastl eine Länge von 150 Meter aufweist.
Im Frühjahr 2014 wurde das Güterverkehrszentrum Burghausen eröffnet, welches an die bestehende Anschlussbahn der Wacker-Werke angeschlossen wurde. Im Frühsommer 2014 wurden in Burghausen aus Mitteln des Infrastrukturbeschleunigungsprogramms II auf einer Länge von 1,6 Kilometern Niedrigschallschutzwände errichtet.
Die Südostbayernbahn errichtete 2018 in Heiligenstatt einen neuen Bahnsteig mit einer Höhe von 55 Zentimetern sowie einer Länge von 120 Metern.

### Ausbau
Zur Verbesserung des Verkehrsanbindung des Bayerischen Chemiedreiecks ist im Bundesverkehrswegeplan 2030 die Elektrifizierung der Strecke Tüßling–Burghausen als Maßnahme des „vordringlichen Bedarfs“ vorgesehen. Das Projekt, zweigleisiger Ausbau zwischen Tüßling und Burghausen, wurde mittlerweile verworfen.
In dem Burgkirchner Gemeindeteil Pirach soll der Bahnübergang, der hier die Bundesstraße 20 quert, aufgelassen und durch eine Brücke mit Unterführung ersetzt werden. Weiters ist geplant, den sogenannten Piracher Berg abzuflachen. Der Berg, der die Gemeinde Burgkirchen a. d. Alz mit dem Gemeindeteil Pirach verbindet, weist eine Steigung von derzeit 27 ‰ auf. Geplant ist eine Abflachung auf 10 ‰.
Mit Stand 2025 befinden sich alle Planungsabschnitte im Genehmigungsverfahren. Umgesetzt werden sollen diese Maßnahmen im Rahmen des Projekts Ausbaustrecke (ABS) 38, wo die Elektrifizierung als Planungsabschnitt PA 4 Tüßling–Burghausen geführt wird.

## Streckenbeschreibung

### Verlauf
Die Bahnstrecke beginnt im Bahnhof Tüßling im Alpenvorland, wo sie von der Bahnstrecke Mühldorf–Freilassing abzweigt. Nach Verlassen des Bahnhofs biegt die Strecke in einem 90°-Linksbogen in Richtung Nordosten ab und passiert linkerhand die Gemeinde Tüßling. Kurz darauf erreicht die Strecke den Haltepunkt Heiligenstatt, am gleichnamigen Tüßlinger Gemeindeteil. Kurz darauf schwenkt sie in Richtung Osten auf die alte Trasse vor 1908 und durchquert geradlinig ein landwirtschaftlich geprägtes Gebiet. Nach etwa sieben Kilometern erreicht die Strecke die Kreisstadt und den Wallfahrtsort Altötting. Anschließend wendet sich die Strecke zunächst in südöstliche, dann in südliche Richtung und durchquert die Ausläufer des Öttinger Forsts. Wieder in südöstliche Richtung geschwenkt, erreicht die Strecke den Bahnhof Kastl. Die folgenden zwei Kilometer verlaufen parallel zur Bahnstrecke die Bahnanlagen des Übergabebahnhofs der Anschlussbahn Gendorf. Auf Höhe des Haltepunkts Gendorf werden die Industrieanlagen des Chemieparks Gendorf erreicht, die sich im folgenden Verlauf beidseitig der Bahnstrecke erstrecken. Kurz darauf durchquert die Bahnstrecke die Gemeinde Burgkirchen und überquert die Alz. Die Bahnstrecke erreicht den Haltepunkt Burgkirchen und überquert direkt im Anschluss den Alzkanal am Burgkirchner Düker. Ab der Alzbrücke steigt die Strecke stark an und folgt dem bewaldeten Halsbachtal. Dieser Abschnitt wird auch als Piracher Berg bezeichnet und hat eine Steigung von bis zu 27 ‰. Die Bahnstrecke wendet sich weiter in südöstlicher Richtung Pirach zu. In Pirach zweigte die alte Trasse nach Burghausen ab, die über Marienberg zum ehemaligen Bahnhof nahe der Burghauser Altstadt an der Tittmoninger Straße führte. Heute schwenkt die Bahnstrecke nach Pirach in Richtung Nordosten ab, wo sie kurz darauf die Burghausner Neustadt erreicht. Dort endet die Bahnstrecke im Bahnhof Burghausen und es zweigt das Gleis zum Übergabebahnhof der Wacker-Werke und der OMV-Raffinerie ab.

### Sicherungstechnik
Bei der Inbetriebnahme wurden die Weichen entlang der Strecke zunächst vor Ort durch Weichenwärter gestellt und die Fahrerlaubnis mündlich erteilt. Als erste Station der Strecke erhielt 1940 der Behelfsbahnhof Burghausen ein mechanisches Stellwerk der Bauart Krauss. 1941 folgten Tüßling und Kastl und 1944 Altötting und Pirach mit mechanischen Stellwerken der Einheitsbauart. Die Bahnhöfe Tüßling, Altötting und Kastl erhielten jeweils ein Befehls- und ein Wärterstellwerk, die an den Bahnhofsköpfen angeordnet waren. Die Stellwerke stellten über Doppeldrahtzugleitungen die Weichen und die neu eingebauten Formsignale.
Am 20. April 1971 nahm die Deutsche Bundesbahn am Bahnhof Burghausen anstelle des mechanischen Stellwerks ein Relaisstellwerk der Siemens-Bauart Dr S2 in Betrieb- Die Formsignale wurden durch Lichtsignale nach dem H/V-Signalsystem ersetzt. Die übrigen mechanischen Stellwerke und Formsignale blieben in Betrieb.
2011 stattete die Deutsche Bahn die Bahnhöfe Altötting, Kastl, Pirach und Burghausen Personenbahnhof mit elektronischen Stellwerken (ESTW) von Siemens und Lichtsignalen nach dem Ks-Signalsystem aus. 2016 ging im Bahnhof Tüßling ein weiteres ESTW von Siemens mit Ks-Signalen in Betrieb. Ende November 2022 wurde das bisherige Dr-S2-Stellwerk Wackerwerk ebenfalls durch ein ESTW ersetzt.

## Verkehr

### Personenverkehr
Auf der Strecke verkehren im Stundentakt Regionalbahnen der DB Regio Tochter Südostbayernbahn zwischen Mühldorf (Oberbay) und Burghausen. Die Personenzüge werden aus Triebwagen der DB-Baureihe 628 gebildet. In Kastl findet bei fast allen Fahrten etwa zur vollen Stunde eine Zugkreuzung statt.

### Güterverkehr
Die Strecke hat aufgrund des Chemiedreiecks um Burghausen große wirtschaftliche Bedeutung im Güterverkehr. Über diese Strecke läuft laut Pro Bahn rund ein Prozent des bundesweiten Güteraufkommens auf der Schiene. Seit vielen Jahren steigt der Güterverkehr auf der Strecke stetig an, sodass werktäglich im Schnitt etwa 20 bis 25 Güterzüge auf der Strecke fahren. Zumeist sind es Ganzzüge mit Kesselwagen, Petrolkoks oder Containerzüge, hauptsächlich gezogen von der Baureihe 247. Seit einiger Zeit kommen vermehrt Lokomotiven privater Eisenbahnverkehrsunternehmen (EVU) zum Einsatz.
Der Abschnitt zwischen Tüßling und Kastl ist der am meisten befahrene Abschnitt, da dort die Güterzüge vom Chemiepark Gendorf auch noch dazu kommen.
Seit der Umrüstung auf ESTW-Technik (elektronisches Stellwerk) im Jahr 2011 wurden auf der Strecke nach Mühldorf viele Veränderungen vorgenommen, um den Güterverkehr noch effizienter zu gestalten. Im Personen- und Werksbahnhof wurden neue KS-Signale aufgestellt und mehrere Selbstblöcke auf der Strecke festgelegt, um die Zugfolge verdichten zu können. Die Stellwerke entlang der Strecke bis Mühldorf wurden alle aufgelöst. Zuletzt wurde 2022 der Wacker-Werksbahnhof an das ESTW-Mühldorf angebunden. Seitdem ist auch das örtlich besetzte Stellwerk des Typs Dr S2 im Wackerwerk weggefallen.